# Víktor Leselidze
Víktor Nikoláyevich Leselidze (en ruso: Ви́ктор Никола́евич Лесели́дзе, en georgiano: ვიქტორ ნიკოლოზის ძე ლესელიძე; Ozurgueti, Imperio ruso, 7 de enero de 1907 - Carelia, Unión Soviética, 28 de junio de 1944) fue un oficial militar soviético de origen georgiano que combatió durante la Segunda Guerra Mundial en las filas del Ejército Rojo, donde alcanzó el grado militar de teniente coronel (1943). Durante la guerra se distinguió durante un asalto cuerpo a cuerpo contra las fuerzas finlandesas en los alrededores del río Svir durante la ofensiva de Víborg-Petrozavodsk donde murió en combate.

## Biografía

### Infancia y juventud
Víktor Leselidze nació el 7 de enero de 1907 en Ozurgueti, en la Gobernación de Kutaisi —entonces parte del Imperio ruso, actualmente ubicada en la región de Guria en Georgia—, en el seno de una familia georgiana de clase trabajadora. Su hermano menor fue el también Héroe de la Unión Soviética Kostantín Leselidze. En 1923, completó la educación primaria en una escuela primaria superior en la ciudad de Ozurgeti, luego, entre 1923 y 1925, estudió en la escuela laboral de Batumi.
En 1925, se unió al Ejército Rojo y más tarde en 1929 se graduó en la Escuela de Artillería Militar de Transcaucasia. Después de graduarse sirvió en el Distrito Militar de Leningrado y, en 1938, se convirtió en miembro del Partido Comunista. Entre 1939 y 1940 participó en la Guerra de Invierno.

### Segunda Guerra Mundial
En junio de 1941, al inicio de la invasión alemana de la Unión Soviética, Leselidze ocupaba el puesto de comandante de un regimiento de artillería de la 706.ª División de Fusileros en Nóvgorod. De julio de 1941 a octubre de 1941, ocupó el puesto de comandante de una división de sitios ferroviarios en el Frente de Leningrado. Luego, de octubre de 1941 a diciembre de 1941, fue trasladado al puesto de jefe de la unidad de entrenamiento de combate de los cursos para tenientes subalternos del 55.º Ejército (Leningrado). De enero de 1942 a julio de 1943, estuvo a cargo del 105.º Regimiento de Morteros de la 24.ª Brigada de Morteros de la 26.ª División de Artillería de la Reserva del Alto Mando Supremo (RGK, por sus siglas en ruso) del Frente del Noroeste y entre octubre de 1943 y junio de 1944, fue comandante del 619.º Regimiento de Morteros del RGK.
El 21 de junio de 1944, el teniente coronel Leselidze se encontraba al mando del 619.º Regimiento de Morteros del 7.º Ejército Independiente del Frente de Carelia y proporcionó apoyo de fuego crucial al 763.º Regimiento de Fusileros durante la ofensiva de Víborg-Petrozavodsk, cerca de la ciudad de Lod en los alrededores de Leningrado.
Entre el 22 y el 27 de junio, los morteros del regimiento de Leselidze cruzaron con éxito el río Svir y posteriormente participaron en la ruptura de las líneas defensivas enemigas, utilizando su fuego para allanar el camino a la infantería a lo largo de la orilla oriental del Lago de Ládoga al norte y garantizar que cruzara los ríos Olonka y Tuloksa. después de que las tropas soviéticas aseguraran el cruce del Tuloksa, las fuerzas finlandesas recibieron importantes refuerzos de infantería y artillería y montaron un contraataque empujando a las tropas soviéticas fuera de las orillas del río y avanzaron muy cerca del puesto de observación del 619.º Regimiento de Morteros, lo que representaba una amenaza inminente para el cuartel general del regimiento.
El 28 de junio de 1944, aislado del apoyo de la infantería y rodeado, Leselidze reunió a todos los soldados y oficiales que pudo encontrar en el puesto de observación del regimiento, cerca del pueblo de Vidlitza y comenzó un ataque cuerpo a cuerpo, liderando personalmente la carga con un grupo de oficiales. El grupo, muy inferior en número, prevaleció en el combate cuerpo a cuerpo y derrotó a las tropas del Eje que se dispersaron por toda la zona. Leselidze murió durante el asalto. Se cree que un francotirador le mató.
Fue enterrado en una fosa común en el pueblo de Ilyinsky en el raión de Olónets en Cárelia.
El 12 de julio de 1944, por decreto del Presidíum del Sóviet Supremo de la Unión Soviética, el teniente coronel Viktor Leselidze recibió póstumamente el título de Héroe de la Unión Soviética «por el exitoso liderazgo de las tropas bajo su mando durante la Gran Guerra Patria, el desempeño ejemplar de las misiones de combate del mando en el frente de lucha y el coraje y el heroísmo demostrados en la lucha contra los invasores fascistas».

## Familia
Su padre era Nikolái Andreevich Leselidze quien murió el 8 de febrero de 1944, su madre era Nina Pavlovna Leselidze que falleció el 10 de diciembre de 1965. En el momento de su muerte, Viktor, estaba casado con Liubov Yasonovna (1912-1976) y tenían dos hijas: Zaira Víktorovna (nacida en 1931), geóloga y Dalila Víktorovna (1935-2002), física.
De los cuatro hijos varones que tuvieron Nikolái y Nina Leselidze: David Leselidze (1900-1972), Kostantín Leselidze (1903-1944), Viktor Leselidze (1907-1944) y Valerian Leselidze (1910-1942), todos participaron en la Segunda Guerra Mundial y todos, salvo David el hermano mayor, murieron en combate. También tuvieron una hija Agrafina Leselidze (14 de enero de 1915-18 de agosto de 1985).

## Condecoraciones
A lo largo de su carrera militar Viktor Leselidze recibió las siguientes condecoraciones
|  | Héroe de la Unión Soviética (12 de julio de 1944, póstumamente) |
|  | Orden de Lenin (12 de julio de 1944, póstumamente)              |
|  | Medalla por la Defensa de Leningrado (1942)                     |